# Helmut Milzow
Helmut Milzow (* 10. Juli 1932 in Altenhagen, bei Demmin; † 27. August 2022) war ein deutscher Konteradmiral der Volksmarine.

## Leben
Milzow stammte aus einer Handwerkerfamilie. Nach Beendigung der Schule erlernte er von 1947 bis 1950 den Beruf eines Sattlers. 1950 arbeitete er als Instrukteur für den Demminer FDJ-Kreisverband. In die bewaffneten Organe der DDR, Volkspolizei See, trat er am 18. November 1950 zunächst als Signalgast ein und begann dann eine Ausbildung an der Seepolizeischule Parow. 1952 wurde Milzow Mitglied der SED und besuchte von 1952 bis 1954 die Offiziersschule für politische Arbeit der Kasernierten Volkspolizei in Berlin-Treptow. Von 1955 bis 1957 arbeitete er als stellvertretender Leiter für Politische Arbeit in der Zentralen Funkstelle Stubbenkammer. Von 1959 bis 1960 studierte er an der Offiziersschule der Volksmarine in Stralsund und wurde dann bis 1961 als Stellvertreter des Politoffiziers in der 7. U-Boot-Abwehrdivision der 4. Flottille eingesetzt. Die folgenden zwei Jahre übte er diese Funktion in der 4. Minenräumdivision der 4. Flottille aus. Von 1964 bis 1967 studierte an der Militärakademie „Friedrich Engels“ der NVA in Dresden. Als Stellvertreter des Kommandeurs und Chef der Politabteilung der 4. Flottille fand er bis 1970 Verwendung. Diesen Posten übernahm er zwischen 1970 und 1976 auch in der 6. Flottille. Von 1976 bis 1979 war er Stellvertreter des Chefs der Politischen Verwaltung im Kommando der Volksmarine und zuständig für organisatorische Fragen. Für zwei Jahre wurde er dann zum Studium in die UdSSR delegiert, an die Akademie für Naturwissenschaften beim ZK der KPdSU. Nach seiner Rückkehr in die DDR setzte er seine vorherige Tätigkeit bis Ende 1989 fort. Aus Anlass des 35. Jahrestages der DDR-Staatsgründung wurde Milzow am 7. Oktober 1984 zum Konteradmiral ernannt. Vom 1. Januar bis zum 15. Februar 1990 übernahm er den Posten des Leiters der Politischen Verwaltung und des stellvertretenden Chefs der Volksmarine. Am 31. August 1990 wurde Milzow in den Ruhestand entlassen.

## Auszeichnungen
- 1976 Artur-Becker-Medaille in Gold
- 1986 Vaterländischer Verdienstorden in Bronze
- Kampforden „Für Verdienste um Volk und Vaterland“ in Silber